# Peter Schirmbacher

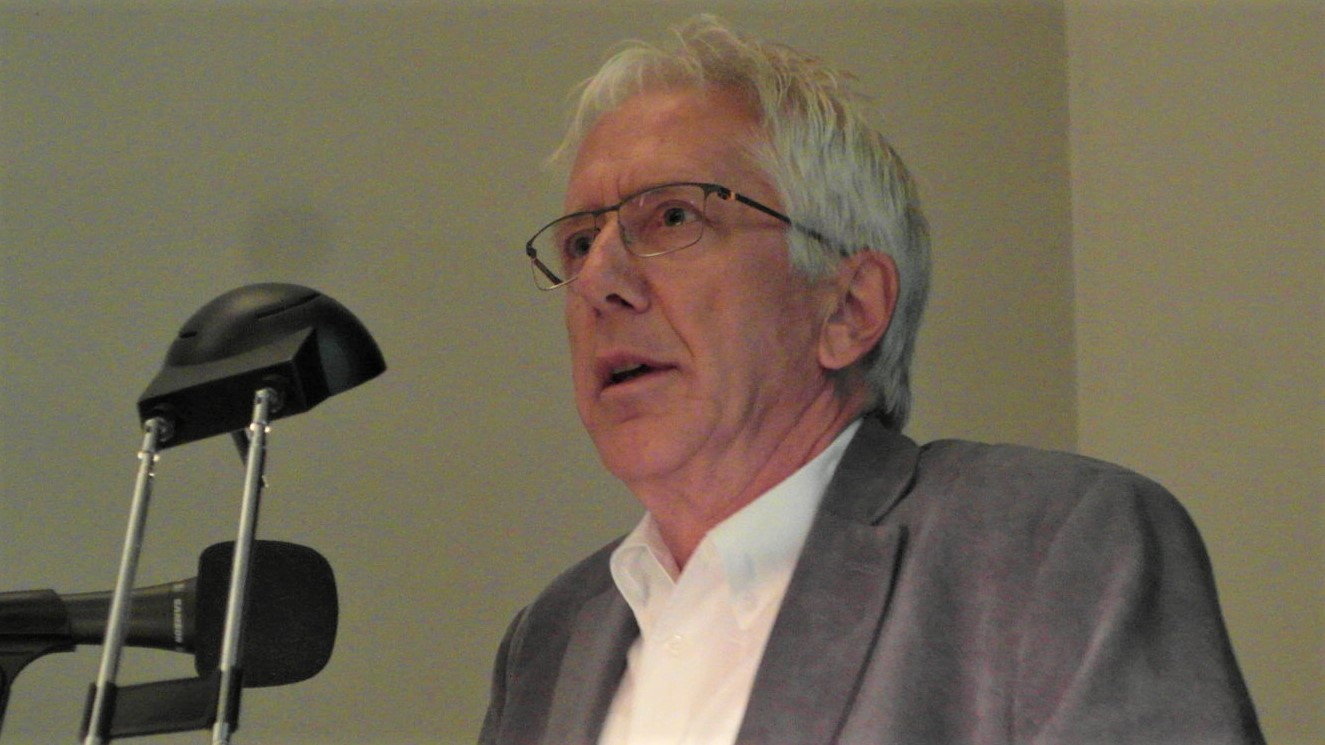
Peter Schirmbacher

Peter Schirmbacher (* 1951) ist ein deutscher Informatiker. Er war Direktor des Computer- und Medienservice der Humboldt-Universität zu Berlin und Professor für Informationsmanagement am Institut für Bibliotheks- und Informationswissenschaft der Humboldt-Universität zu Berlin.

## Beruflicher Werdegang
Das Studium an der Humboldt-Universität zu Berlin (HU Berlin) absolvierte der Diplomwirtschaftler Peter Schirmbacher in den Jahren 1970–1974. Im Anschluss war er Mitarbeiter am Rechenzentrum (heute Computer- und Medienservice) der HUB und der Akademie der Wissenschaften (DDR). Er promovierte 1989 auf dem Gebiet der Angewandten Informatik mit der Dissertation „Die Struktur und Grundsätze der Gestaltung von rechnergestützten Leitungsinformationssystemen an Universitäten und Hochschulen“. Von 1990 bis 2015 war er Leiter des Computer- und Medienservice und von 2006 bis 2017 Professor für Informationsmanagement am Institut für Bibliotheks- und Informationswissenschaft der HU Berlin.

## Tätigkeit in Projekten
Bekannt wurde Schirmbacher durch Projekte auf den Gebieten elektronisches Publizieren und digitale Langzeitarchivierung. Zu den von der Deutschen Forschungsgemeinschaft (DFG), dem Bundesministerium für Bildung und Forschung (BMBF) und der Europäischen Union (EU) geförderten Projekten, die er leitete oder in denen er mitwirkte, gehören unter anderem: „Dissertationen online“, „e-Kompetenz im Kontext“, „Scope“ und „LuKII“. Weitere Projekte unter Leitung bzw. Mitarbeit von Peter Schirmbacher sind:
- DFG-Projekt „re3data - Registry of Research Data Repositories“ (2012–2017)
- DFG-Projekt „LAUDATIO“ (2011–2015)
- DFG-Projekt „MetaImage“ (2009–2011)
- DFG-Projekt „CARPET“ (2008–2012)
- DFG-Projekt „OA-Statistik“ (2008–2013)
- DFG-Projekt „DOARC“ (2009–2011)
- DFG-Projekt „OA-Policies“ (2008–2009)
- DFG-Projekt „OA-Netzwerk“ (2007–2012)
- BMBF-Projekt „HyperImage“ (2006–2008)
- BMBF-Projekt „e-KoKon – e-Kompetenz im Kontext“ (2005–2008)
- DFG-Projekt „DissOnline Tutor“ (2005–2007)
- EU-Projekt „reUSE“ (2004–2006)
- BMBF-Projekt „Nestor – Aufbau eines Kompetenznetzwerkes zu Langzeitarchivierung“ (2003–2006)
- Projekte „Aufbau eines Multimedia Lehr- und Lernzentrums“ (2002–2006)
- EU-Projekt „Open Archives Forum“ (2001–2003)
- DFG-Projekt „XML-Portal für multimediale Objekte...“ (2001–2003)
- DFN-Projekt „ProPrint“ (2000–2002)
- DFN-Projekt „Sicher vernetzte Universitätsverwaltung“ (1999–2001)
- HSP III-Projekt „Elektronische Publikation von Dissertationen der Humboldt-Universität“ (1997–2000)
- DFN-Projektes „Firewall – Kernstück des Verwaltungsnetzes“ (1997–1999).

## Mitarbeit in Organisationen
- Seit 2017 Mitglied der Leibniz-Sozietät der Wissenschaften zu Berlin
- Seit 2011 Sprecher von Nestor-Kompetenznetzwerk Langzeitarchivierung
- Seit 2011 Vorsitzender des Beirats für das Kompetenzzentrum „Bibliometrie für die deutsche Wissenschaft“
- Seit 2003 Mitglied im Board of Directors der Networked Digital Library of Theses and Dissertations (NDLTD)
- Seit 2003 Mitglied im DissOnline-Beirat der Deutschen Bibliothek (DissOnline)
- Seit 1999 Gründungsmitglied und Mitglied des Hauptausschusses der Deutschen Initiative für Netzwerkinformation (DINI)
- Seit 1991 Mitglied im Arbeitskreis der Leiter wissenschaftlicher Rechenzentren, heute: Zentren für Kommunikation und Informationsverarbeitung in Forschung und Lehre (ZKI)
- Seit 1990 Vertreter der HUB im Verein zur Unterstützung des Deutschen Forschungsnetzes (DFN-Verein).

## Publikationen (Auswahl)
- Publikationsliste auf der Website des Instituts für Bibliotheks- und Informationswissenschaft[1]
- Big Data oder das Management von Forschungsdaten in einer digital geprägten Informationsinfrastruktur. In: Frank Fuchs-Kittowski; Werner Kriesel (Hrsg.): Informatik und Gesellschaft. Festschrift zum 80. Geburtstag von Klaus Fuchs-Kittowski. Frankfurt a. M., Bern, Bruxelles, New York, Oxford, Warszawa, Wien: Peter Lang Internationaler Verlag der Wissenschaften, PL Academic Research 2016, ISBN 978-3-631-66719-4 (Print), E-ISBN 978-3-653-06277-9 (E-Book).